# Rokometni klub Celje
Maillots
Dernière mise à jour : 14 avril 2024.
Le Rokometni klub Celje est un club de handball basé à Celje en Slovénie. Il a notamment remporté la Ligue des champions en 2004 et il s'agit du club le plus titré de Slovénie avec, en 2023, 26 championnats et 22 coupes remportés. Le club est sponsorisé depuis 1989 par la Brasserie Laško (en) (slovène : Pivovarna Laško) et est donc parfois appelé Celje Pivovarna Laško.

## Histoire

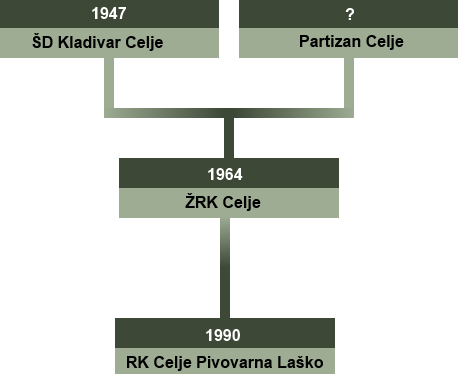
Repère historique du RK Celje.

### Les débuts du handball à Celje
Alors que le handball se jouait à onze et sur un terrain de football, la localité slovène de Celje voit se dérouler le premier match de handball sur son territoire en 1942.
Après la Seconde Guerre mondiale, le handball devient le sport le plus populaire de cette ville slovène. Au point qu'en mai 1945, deux équipes le RK Celje et l'Olimp représentait la ville de Celje et donc à cause de la proximité géographique étaient considérée comme rivaux.
Cette rivalité n’empêcha pas les formations de se faire absorber en 1947 par un club omnisports de la ville, l'Association sportive Kladivar Celje (ŠD Kladivar Celje) où le handball fut incorporé parmi les 21 sports. 
En 1949, Celje participa à la première édition de la ligue régionale qu'il remporta au détriment des six autres équipes engagées et où Celje resta invaincu. Mis à part un match nul, cette série de victoires ne s'arrêta qu'en 1954.
En 1950, grâce au handballeur allemand Fritz Knoffler, un ancien prisonnier de guerre, qui partagea ses connaissances et ses compétences, le club de Celje devient l'un des clubs les plus importants de Yougoslavie. Mais dans les années 1950, l'intérêt pour le handball à onze diminua d'année en année puisque les nouvelles générations furent attirées vers le handball à sept.
Le club s'adapte à ce handball moderne et joua leur premier match devant la gare de Celje, une rencontre stupéfiante puisque Celje remporta ce match face au club de Ljubljana sur une large victoire de 43 à 4.

### Dans le championnat yougoslave
En 1953, la première édition du championnat de Yougoslavie apparaît, édition où Celje termina à la dernière place sur six équipes engagées. Ensuite, le club participa à la ligue régionale de Celje (division 3) jusqu'en 1961 où il termina à la première position synonyme de qualification pour Ligue des Républiques (division 2).
En concomitance avec cette montée, le handball à onze fut remplacé par le handball à sept dans les divisions yougoslaves et des joueurs talentueux font leur apparition dans le club de handball de Celje tels que Persibger, Telic ou encore les frères Gorsic dirigés à l'époque par Jože Kuzma.
Durant l'hiver 1964, Celje fusionna avec un autre club de la ville, le Partizan Celje, et devient le ŽRK Celje. Cette même année, le club arriva jusqu'en finale de la Coupe de Slovénie, avant de la remporter la saison suivante au détriment du RD Slovan Ljubljana qu'il bat sur le score de 17 à 11.
En championnat, Celje finit champion de la République socialiste de Slovénie lors de la saison 1965/1966 et accéda ainsi à l'élite du handball yougoslave, la Division 1.
Mais Celje n'aura pas brillé pour sa première saison parmi l'élite puisqu'il fut relégué en Ligue de République socialiste de Slovénie pour ensuite y remonter à l'issue de la saison 1967/1968 où il y resta trois saisons et se fit à nouveau reléguer mais cette fois en division 2 yougoslave, créée en 1971.
Dès lors le club décida de se focaliser sur l'apprentissage du handball : Tone Gorsic et Franc Ramskugler s'investirent dans ce projet dans le but de créer une génération dorée, une génération où l'on retrouva des joueurs tels que Peunik, Luskar, Mrovlje.
Par la suite, c'est joueurs, avec le soutien d'autres joueurs expérimentés comme Marguč, Koren, Levstik ou encore Pučko, ont contribué à ce que l'équipe première retrouva la division 1.
Puis, en 1976, Celje inaugure sa nouvelle salle, l’Arena Golovec. C'est évolutions eurent un impact positif car Celje participa alors à trois finales de Coupe de Yougoslavie, toutefois elles furent perdues toutes les trois.
Dans les années 1980, Celje fit plusieurs fois l'aller-retour entre la division 1 et la division 2 jusqu'en 1990 où le club fut rebaptisé RK Celje Pivovarna Laško car Pivovarna Laško, une brasserie, devient le sponsor principal du club.
Lors de la saison 1990-1991, le club n'eut aucun mal à monter de division 2 en division 1 mais en 1992 une partie de la Yougoslavie se dissout, quatre Républiques de la Yougoslavie proclament leurs indépendances, précisément la Croatie, la Bosnie-Herzégovine, la Macédoine et la Slovénie, ce qui conduit ainsi à la création de la Fédération de Slovénie de handball et donc, d'un tout nouveau championnat.

### Dans le championnat slovène
À la suite de la dislocation de la Yougoslavie, le club évolue désormais dans le championnat de Slovénie et s'imposa comme l'un des clubs les plus forts du handball slovène avec dix-neuf sacres de champions ainsi que dix-huit Coupe de Slovénie en vingt-quatre saisons. Durablement concurrencé par le RK Gorenje Velenje, le RK Prule 67 ou le RK Cimos Koper qui ont épisodiquement constitué une opposition sérieuse.
Cette domination nationale porta également ses fruits sur la scène européenne puisque le club remporte la Ligue des champions 2003/2004 au détriment des allemands du SG Flensburg-Handewitt, puis la Supercoupe d'Europe 2004/2005 au détriment cette fois des espagnols du BM Ciudad Real.

## Palmarès
Le tableau suivant récapitule le palmarès du Rokometni klub Celje dans les diverses compétitions slovènes et européennes,, :
| Compétitions internationales | Compétitions nationales |
| - Ligue des champions : - Vainqueur (1) : 2004 - Demi-finaliste (6) : 1997, 1998, 1999, 2000, 2001, 2005 - Supercoupe d'Europe : - Vainqueur (1) : 2004-05 - Finaliste (1) : 2007-08 | - Championnat de Slovénie (26) : 1992, 1993, 1994, 1995, 1996, 1997, 1998, 1999, 2000, 2001, 2003, 2004, 2005, 2006, 2007, 2008, 2010, 2014, 2015, 2016, 2017, 2018, 2019, 2020, 2022, 2023 - Coupe de Slovénie (22) : 1992, 1993, 1994, 1995, 1996, 1997, 1998, 1999, 2000, 2001, 2004, 2006, 2007, 2010, 2012, 2013, 2014, 2015, 2016, 2017, 2018, 2023 - Supercoupe de Slovénie (8) : 2007, 2010, 2014, 2015, 2016, 2017, 2019, 2023 - Finaliste de la Coupe de Yougoslavie (3) : 1976, 1978, 1980 |

## Effectif actuel
L'effectif pour la saison 2023–24 est :
| Gardiens de but - 32 Rok Zaponšek - 99 Gal Gaberšek Ailiers droits - 03 Luka Perić - 10 Tim Cokan Ailiers gauches - 06 Tadej Mazej - 29 Vid Kačičnik - 66 Filip Rakita Pivots - 15 Rok Marić - 21 Leon Gregorič - 31 Žan Korže Lesjak - 33 Stefan Žabič - 36 Igor Žabič | Arrières gauches - 13 Nik Ćirović - 24 Uroš Miličević - 34 Tio Malović Demi-centres - 14 Vukašin Antonijević - 18 Mitja Janc Arrières droits - 04 Mai Marguč - 55 Žiga Mlakar Entraîneur - Klemen Luzar |

## Personnalités liées au club

### Joueurs
Sept joueurs du club ont vu leur numéro retiré :
- 10 / Jure Koren, au club de 1963 à 1977 ;
- 09 / Vlado Bojovič (de), au club de 1969 à 1979 et de 1981 à 1984 ;
- 11  Roman Pungartnik, au club de 1988 à 2002 ;
- 05  Uroš Šerbec (de), au club de 1991 à 2002 ;
- 13  Tomaž Tomšič, au club de 1991 à 2003.
- 07  Renato Vugrinec, au club de 1995 à 2004 et de 2008 à 2010 ;
- 12 / Dejan Perić, au club de 1995 à 2004 et de 2011 à 2013.

Parmi les autres joueurs, on trouve :
- William Accambray
- Mirko Alilović
- Igor Anic
- Matjaž Brumen
- Dragan Gajić
- Siarhei Harbok
- Édouard Kokcharov
- Miladin Kozlina
- Beno Lapajne
- Borut Mačkovšek
- Pepi Manaskov
- Petar Metličić
- Jure Natek
- Aleš Pajovič
- Carlos Prieto
- Aljoša Rezar
- Momir Rnić
- / Siarhei Rutenka
- Gorazd Škof
- Dragan Škrbić
- David Špiler
- Denis Špoljarić
- Rastko Stefanović
- Renato Sulić
- Mirsad Terzić
- Alem Toskić
- Uroš Zorman
- Luka Žvižej

### Entraîneurs
Parmi les entraîneurs, on trouve :
- Tone Goršič (18 saisons)
- Franc Ramškugler (1/2) : de 1971 à 1972
- Slavko Bambir (1/2) : de 1972 à 1973
- Franc Ramškugler (2/2) : de 1973 à 1974
- Željko Seleš (de) : de 1974 à 1975
- Slobodan Mišković : de 1977 à 1982
- ? : de 1982 à 1984
- Slavko Bambir (2/2) : de 1984 à 1985
- Tone Tiselj (1/2) : de 1985 à 1986
- Slavko Ivezič (1/2) : de 1986 à 1988
- Ante Kostelić : de 1988 à 1990
- Zdenko Zorko (de) : en 1989/90
- Tone Tiselj (2/2) : de 1990 à 1992
- Josip Šojat (1/2) : de 1992 à 1994
- Miro Požun (1/3) : en 1994/95
- Zdravko Zovko : de 1995 à 1998
- Sead Hasanefendić : de 1998 à 2000
- Josip Šojat (2/2) : de 2000 à 2002
- Miro Požun (2/3) : de 2002 à 2006
- Kasim Kamenica (de) : de 2006 à 11/2007
- Slavko Ivezič (2/2) : en 2007
- Miro Požun (3/3) : en 2010/11
- Zvonimir Serdarušić :  février à novembre 2010
- Vladan Matić : de 2011 à 2013
- Branko Tamše : de 2013 à 2018
- Tomaž Ocvirk : de 2018 à 2021
- Alem Toskić : de 2021 à 2024
- Klemen Luzar : depuis 2024

## Logo
Dès l'apparition de Pivovarna Laško en tant que sponsor principal, le logo changea et depuis ne cessa d'évoluer au fil des années, le dernier grand changement du logo est l’apparition d'une étoile représentant le titre de Ligue des champions en 2004.

Évolution du blason
Ancien logo
Ancien logo
Ancien logo
Ancien logo
Logo depuis 2017

## Infrastructure

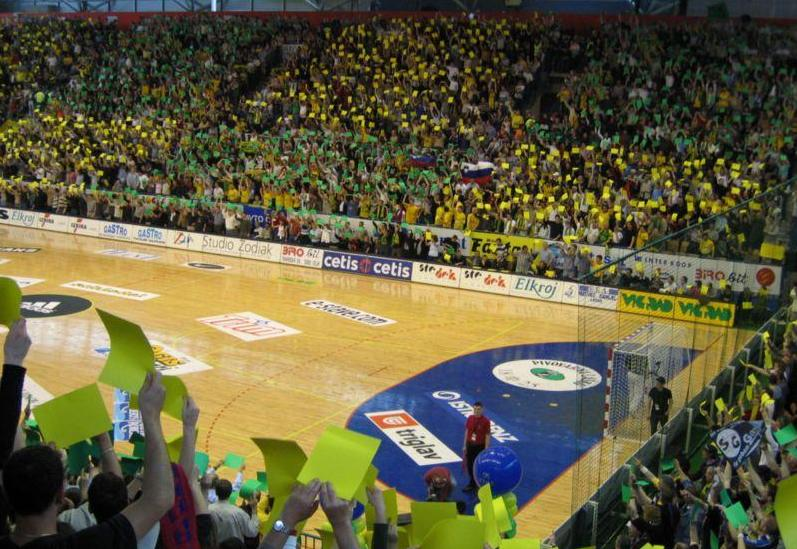
La Zlatorog Arena de Celje.

Dans les années 1950, le club commence à jouer au handball à sept et choisit d'évoluer devant la gare de Celje.
C'est finalement en 1976 que le club inaugure une nouvelle salle, l'Arena Golovec. D'une capacité de 3000 places, le club y évolue jusqu'en 2003 où le club inaugure son tout nouvelle écrin en vue de l'Euro de 2004, la Zlatorog Arena, d'une capacité de 5500 places.

### Ouvrage de référence
- (sl) Zgodovina Rokometnega kluba Celje (1946-2020) [« Historique du RK Celje (1946-2020) »], RK Celje, avril 2020, 41 p. (lire en ligne [PDF])

1. ↑  Historique du RK Celje (1946-2020), p. 25.
2. ↑  Historique du RK Celje (1946-2020), p. 35.
3. ↑  Historique du RK Celje (1946-2020), p. 27.
4. ↑  Historique du RK Celje (1946-2020), p. 36 à 41.
5. ↑  Historique du RK Celje (1946-2020), p. 10 et 11.

### Autres références
1. 1 2  Seuls les principaux titres en compétitions officielles sont indiqués ici.
2. ↑  (en) « Historique du RK Celje », sur Site officiel du club (consulté le 14 avril 2024).
3. ↑  (sl) « Člani », RK Celje (consulté le 22 juillet 2023).